# Meadowbank
Meadowbank ist ein Vorort von Sydney in Australien, 15 km westlich des Stadtzentrums von Sydney. Er gehört zur Local Government Area Ryde City und zählt zu den nördlichen Vororten von Sydney. Meadowbank liegt in einem Tal am Nordufer des Parramatta River.

## Geschichte

### Eingeborenenkultur
Das Gebiet von Sydney Cove bis nach Parramatta am Nordufer des Parramatta River war vermutlich das von den Wallumedegal und hatte den Aboriginesnamen Wallumetta – Territorium der Leute Wallumedes.
Die Aborigines in der Gegend von Sydney waren Clans mit größeren Gruppen, die dieselbe Sprache sprachen. Sie wurden in drei Sprachgruppen eingeteilt – die Kuringgai (oder Guringai), die Dharug (oder Dharruk / Dharuk / Darug) und die Dharawal (oder Tharawal). Die Wallumedegal sprachen vermutlich Dharug.

### Europäische Besiedlung

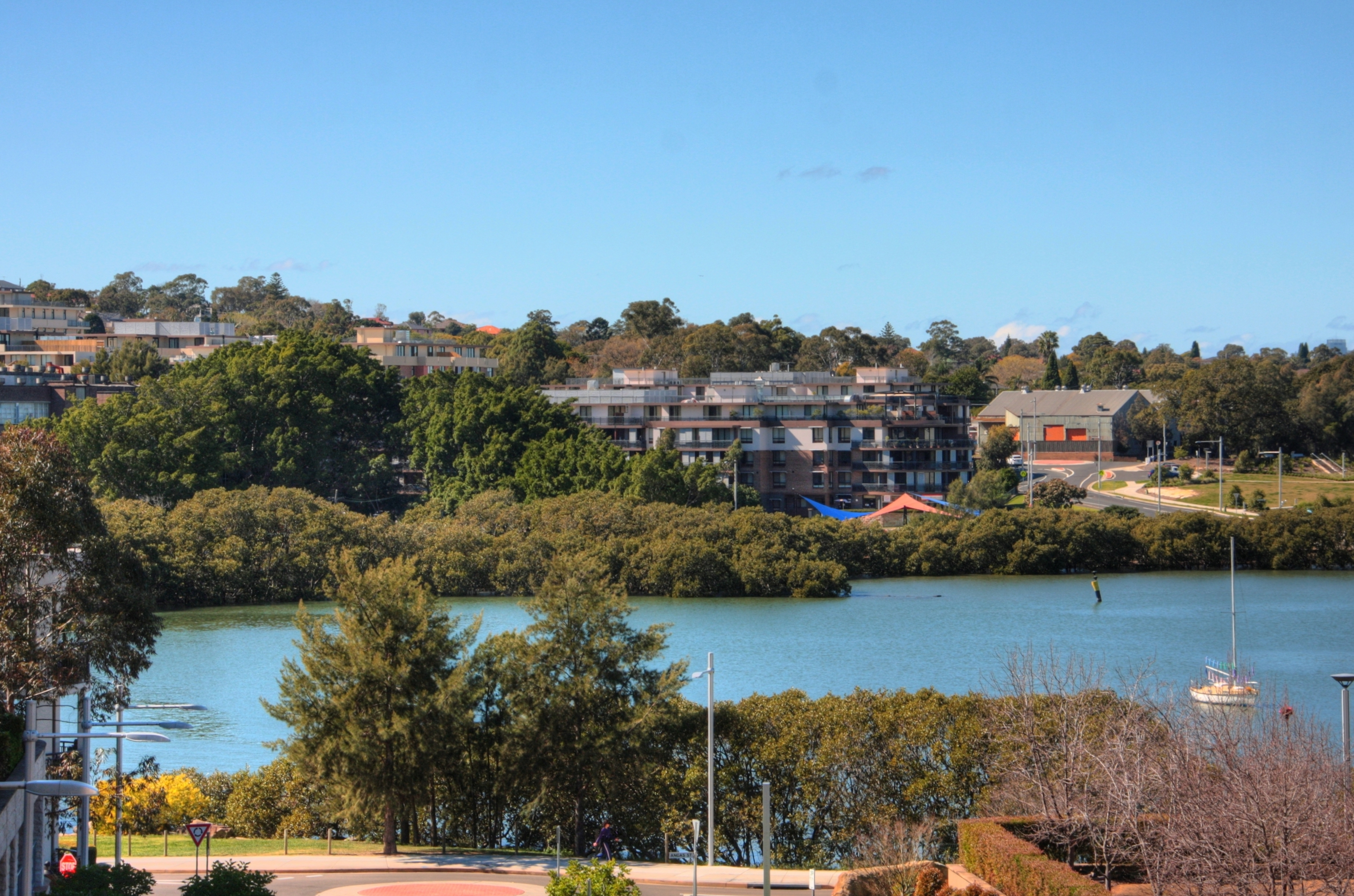
Meadowbank über der Bucht

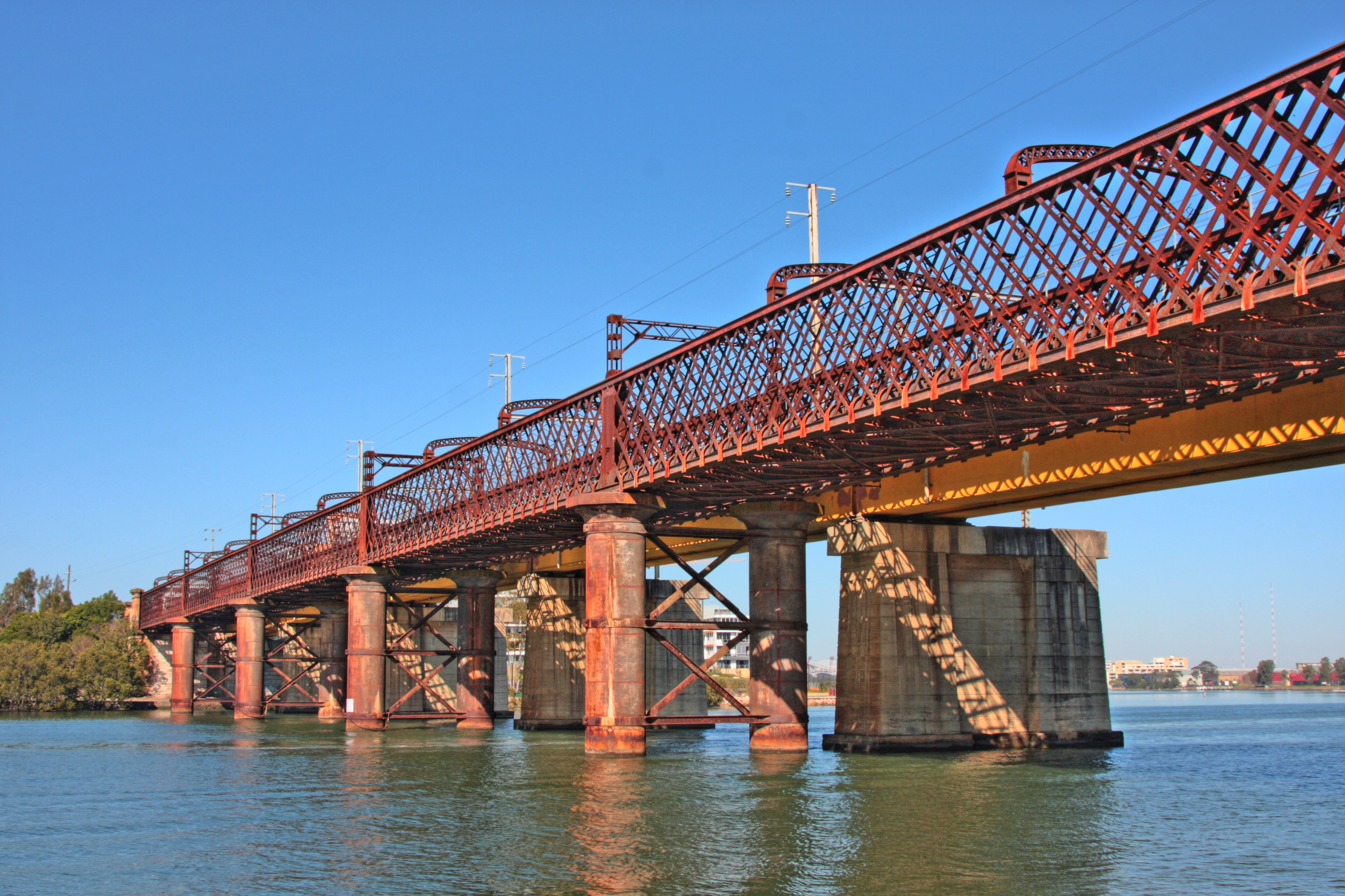
John Witton Bridge, eine Fußgängerbrücke über den Parramatta River

Das Land im Gebiet des Field of Mars, das 1794 dem Arzt William Balmain überlassen wurde, erhielt den Namen Meadow Bank. Balmain kehrte 1801 nach England zurück und überließ seine Ländereien der Verwaltung durch seinen Berufskollegen D’Arcy Wentworth. Wentworth erklärte sich einverstanden mit dem Verkauf des Landes an John Bennett, einen Ex-Häftling, der 1795 nach Australien verbracht worden war. Ab 1819 gehörten sowohl das Meadow Bank Estate als auch die nördlich gelegene Chatham Farm Bennett. 1823 kam Bennetts Neffe, William Bennett dazu. John Bennett, der nie verheiratet war, starb im Juli 1829 und so erbte sein Neffe die Ländereien und baute um 1835 das Meadowbank House. 1855 verkaufte Bennett die Chatham-Farm an Major Edward Darvall. William Bennett verstarb 1865, aber seine Witwe blieb bis zu ihrem Tod 1879 in Meadowbank. Ende der 1880er-Jahre wurde der Besitz nach der Eröffnung der Eisenbahnstrecke Strathfield – Hornsby 1886 aufgeteilt. Der örtliche Bahnhof hieß zunächst Hellenic, wurde aber später in Meadowbank umbenannt.

## Denkmalgeschützte Orte
In Meadowbank gibt es eine Reihe von denkmalgeschützten Objekten, darunter: Main Northern Railway: Meadowbank Rail Bridge über den Parramatta River.

## Wirtschaft

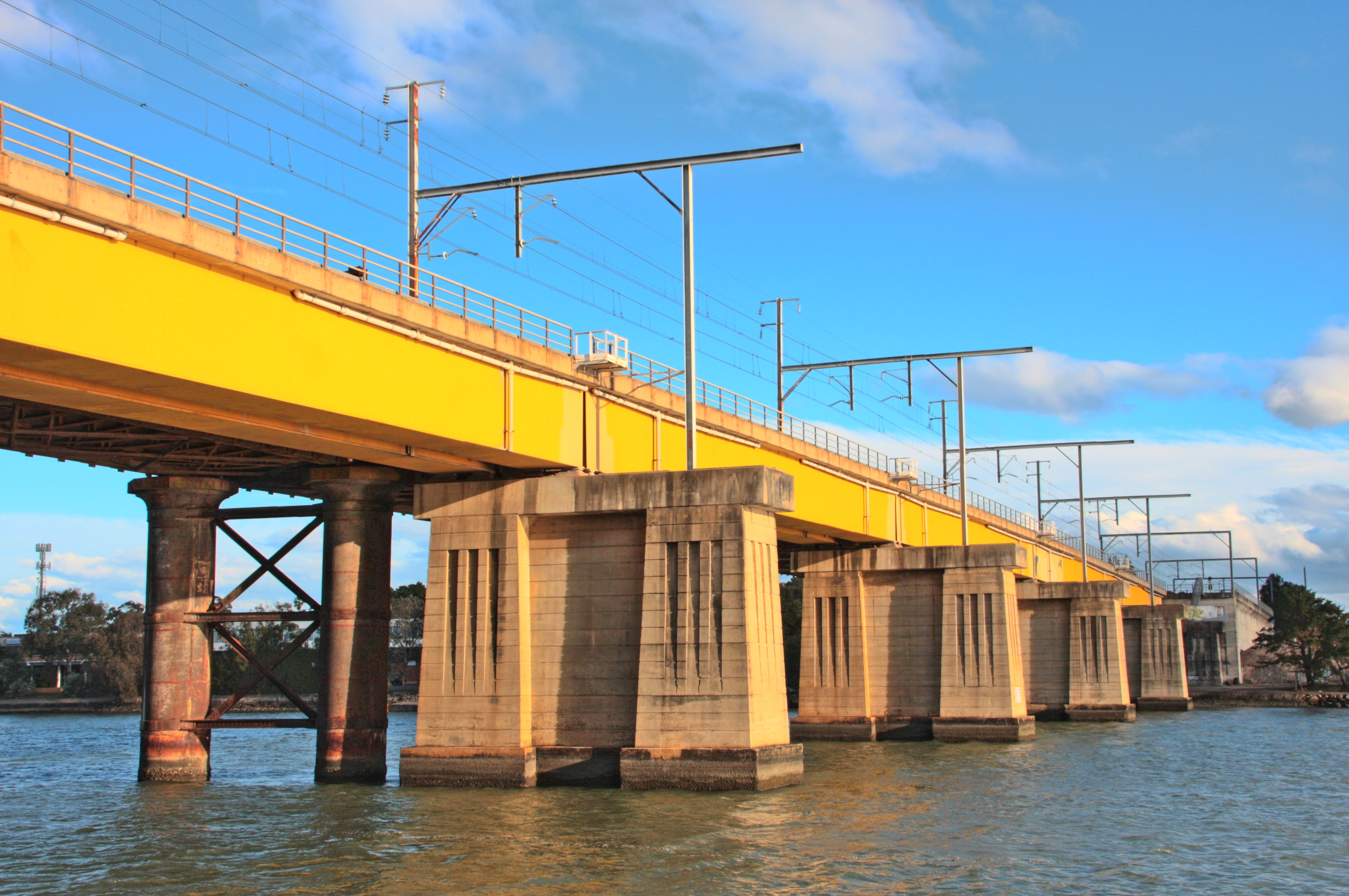
John Witton Bridge

Meadowbank ist ein Mischgebiet mit Wohnbebauung und Gewerbe. Um den Bahnhof gibt es einige Ladengeschäfte und im Appartementkomplex im Süden, am Bay Drive, ein Einkaufszentrum.
Meadowbank wird zurzeit einer Stadterneuerung unterzogen, in deren Verlauf viele Fabriken abgebrochen und durch Wohnblocks mit Blick auf den Parramatta River ersetzt werden.

## Verkehr

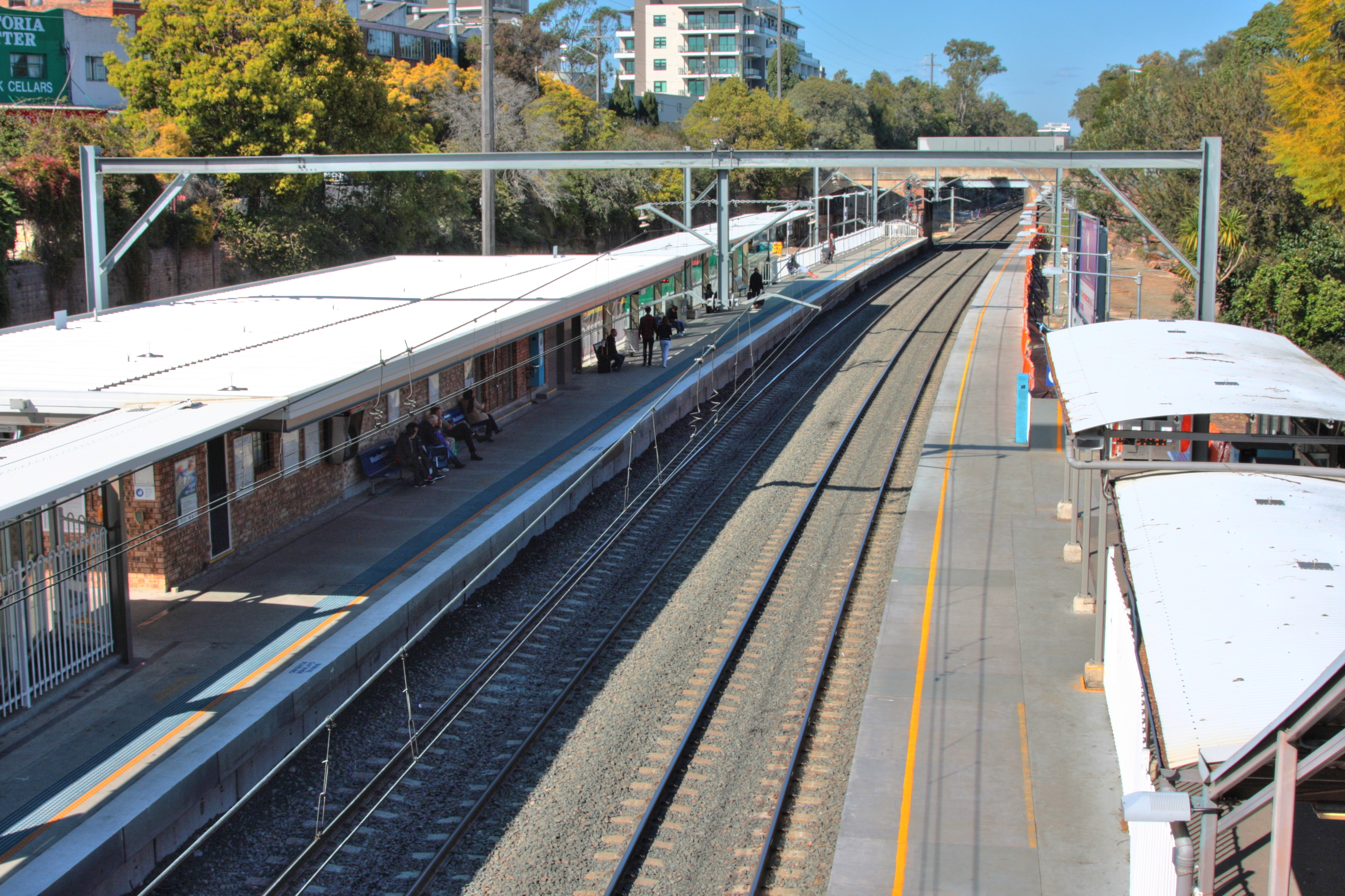
Bahnhof Meadowbank

Meadowbank ist an das Bus-, Eisenbahn- und Fährnetz von Sydney angeschlossen. Die großen Straßen führen eher um den Vorort herum als hindurch, was zu wenig Verkehr in den Wohnstraßen führt. Die Lane Cove Road verläuft im Osten, die Victoria Road im Norden und die Adelaide Street im Westen von Meadowbank. Weitere größere Straßen sind die Constitution Road, der Meadow Crescent und die Bank Street.
Der Bahnhof liegt an der Northern Line des CityRail-Netzes und besitzt zwei außen liegende Bahnsteige. Vier Züge pro Stunde fahren in jeder Richtung den Bahnhof an. In den Stoßzeiten werden zusätzliche Züge eingesetzt.
In geringer Entfernung zum Bahnhofes liegt die Anlegestelle der Fähre von Parramatta nach Sydney. Die nächste Anlegestelle in westlicher Richtung ist Sydney Olympic Park, in östlicher Richtung Kissing Point. Die Fähre transportiert an Wochenenden meistens Touristen und an Werktagen Berufstätige zum Stadtzentrum von Sydney. Wegen des Flachwassers im Parramatta River, insbesondere während der Ebbe, werden Katamarane als Fähren eingesetzt.

## Schulen
- Meadowbank TAFE, ein Schulzentrum, liegt östlich des Bahnhofs[4].
- St. Michael’s School ist eine katholische Grundschule, die 1922 von den Sisters of Mercy gegründet wurde.
- Meadowbank Public School ist eine öffentliche Grundschule.
- Marsden High School ist eine öffentliche Hochschule

## Kirchen
- Meadowbank International Church[5]
- Ryde Presbyterian Church[6]
- St. Michael's Catholic Church
- River City Church[7]

## Parks
In Meadowbank sind die Ufer des Parramatta River und die anschließende Parkanlagen weitestgehend öffentlich zugänglich.
- Meadowbank Park hat 4 Cricketplätze, 9 Fußballplätze und 26 Netballplätze.
- Der Radweg von Parramatta nach Putney führt durch Meadowbank.
- Helene Park
- Anderson Park
- Memorial Park

## Bevölkerung
Laut der Volkszählung von 2016 leben in Meadowbank 4.408 Menschen auf 0,7 km². Davon sind 50,7 % weiblich und 49,3 % männlich. Das Durchschnittsalter der Bewohner liegt bei 34 Jahren und ist damit deutlich niedriger als der Landesdurchschnitt, der bei 38 Jahren liegt. 62,6 % der Einwohner Meadowbanks sind im Ausland geboren. Die meisten (40,9 %) geben an, keiner Religion anzugehören, dann folgt die Gruppe der katholischen Christen (17,0 %), dann der Hindus (8,1 %) und der Buddhisten (5,1 %).

## Politik
Bei den letzten Wahlen in New South Wales 2007 erhielt die Australian Labor Party (ALP) die meisten Stimmen (54,75 %), gefolgt von den Liberalen (30,42 %), den Grünen (7,14 %), der Unity Party (3,41 %) und den Demokraten (1,78 %). Bei den letzten Bundeswahlen im gleichen Jahr siegten die Liberalen mit 45,49 %, knapp gefolgt von der ALP mit 45,33 %. Danach kamen die Grünen (5,53 %) und die Demokraten (0,7 %).
Der derzeitige Delegierte des Wahlkreises Bennelong im australischen Parlament ist John Alexander und der Abgeordnete des Wahlkreises Ryde im Parlament von New South Wales ist Victor Dominello.